# Голашвили, Тенгиз Васильевич
Тенги́з Васи́льевич Голашви́ли (4 сентября 1932, Тифлис, Грузинская ССР, СССР — 4 сентября 2015) — советский инженер-физик. Доктор физико-математических наук; профессор.

## Биография
В 1957 году окончил Московский инженерно-физический институт (с 2009 года — Национальный исследовательский ядерный университет «МИФИ»). Работал научным сотрудником Физико-энергетического института (1957—1960), Курчатовского института (1960—1969).
В 1970—1974 годах — научный руководитель, заместитель директора по науке Центрального управления КОДАТА Международного совета научных союзов (Франкфурт-на-Майне, ФРГ). С 1974 года — руководитель Головного научного центра данных Росатома. Начальник научного центра Центрального научно-исследовательского института управления, экономики и информации (Москва).

### Семья
Отец — Василий Ильич Голашвили; мать — Варвара Аркадьевна.
Жена — Татьяна Андреевна Красина; дочери — Наталья, Варвара.

## Научная деятельность
Автор 245 научных работ, среди них труд по резонансному захвату нейтронов в различных средах и методика нейтронно-физического расчета ядерных систем, создание и функционирование отраслевой системы данных о свойствах веществ и материалов. Автор идеи быстрого реактора с гелиевым охлаждением. Научный руководитель и соавтор проекта «Международные настенные ядерные таблицы и справочники нуклидов», в котором приняли участие ученые России, Китая, Японии, Германии, Франции (изданы в 2003 г. к столетию академиков И. В. Курчатова и А. П. Александрова, а также и в 2010, 2012, 2013). Организатором и научным руководителем работ по созданию Российских ядерных таблиц и справочников нуклидов является профессор Т. В. Голашвили.

### Избранные труды
Источник — Электронные каталоги РНБ
- Голашвили Т. В. Государственная служба стандартных справочных данных о свойствах веществ и материалов. — Москва : Б. и., 1966. — 15 с. — (Доклад на Семинаре «Стандартизация, нормализация и унификация в электротехнической промышленности»)
- Голашвили Т. В. Государственная служба стандартных справочных данных о свойствах веществ и материалов (структура, задачи и программа деятельности). — М.: Б. и., 1965. — 19 с.
- Голашвили Т. В., Чечев В. П., Лбов А. А. Справочник нуклидов. — М. : ЦНИИатоминформ, 1995. — 439 с.
  - Голашвили Т. В., Чечев В. П., Бадиков С. А. Справочник нуклидов / под ред. Т. В. Голашвили. — 4-е изд., перераб. и доп. — М.: МЭИ, 2011. — 461 с. — ISBN 978-5-383-00513-2

## Награды и признание
- Орден Почёта (1996) — за заслуги перед государством и многолетний добросовестный труд на предприятиях, в учреждениях и организациях атомной промышленности[2]
- Государственный Орден почета Грузии (2000)
- Почётная грамота Федерального агентства по техническому регулированию и метрологии (2004) — в связи с проведением Всемирного дня стандартов 2004 года и за большой вклад в формирование и осуществление единой технической политики в области стандартизации[3]
- Орден Курчатова (2007)
- медаль «В память 850-летия Москвы».

Действительный член Русской академии наук и искусств. Человек года, (АБИ, США, 1994, 99-00, 08) Человек года (МБЦ, Кембридж, 1995-96, 99-00). Награда XX века за достижения в области науки и техники, МБЦ, Кембридж, 1997. Медаль «2000 выдающихся ученых мира XX века», МБЦ, Кембридж, 1998. «Золотые лавры за достижения в области ядерной физики» (АБИ, США, 2007).